# مركز الدراسات الأمنية
مركز الدراسات الأمنية Center for Security Studies (واختصاره CSS) هو مركز تابع للمعهد الفيدرالي السويسري للتكنولوجيا في زيورخ في  سويسرا، ويركز على موضوعات الأمن السويسري والدولي. 

## نظرة عامة
تأسس المركز على يد الدكتور كيرت شبيلمان في عام 1986 وتولى رئاسته البروفيسور أندرياس فينغر منذ عام 2002. وقد تأسس كجزء من مركز الدراسات المقارنة والدولية (CIS) جنبًا إلى جنب مع منح دراسة العلوم السياسية في المعهد الفيدرالي السويسري للتكنولوجيا في زيورخ وجامعة زيورخ. 
تتمثل مهمة مركز الدراسات الأمنية في سويسرا في دراسة التحديات المحيطة بتطوير السياسة الأمنية وكيفية التعامل معها. وذلك عن طريق إجراء الأبحاث حول القضايا المتعلقة بالأمن وعن طريق تدريب الباحثين والمتدربين.
ويضم المركز أيضًا مؤسسة فكرية مستقلة تركز على السياسة الأمنية السويسرية والدولية بالإضافة إلى تعزيز السلام.
الهدف الرئيسي الآخر للمركز هو العمل كحلقة وصل بين الأوساط الأكاديمية والمتدربين والجمهور العادي في المسائل الأمنية.

## المشاريع
تشمل المشاريع التي دعمها المركز: مشروع التاريخ الموازي،  وهو مشروع على شبكة الإنترنت يجمع معًا ويحلل الوثائق الحكومية الأخرى التي رفعت عنها السرية المتعلقة بالحرب الباردة، بالإضافة إلى العلاقات الدولية وشبكة الأمن، وهي خدمة معلومات عبر الإنترنت قدمت مجموعة من المنشورات والمواد المجانية والمتاحة حول العلاقات الدولية.
تم إنهاء شبكة العلاقات الدولية والأمن في عام 2016، لكن تم دمج مكتبتها الرقمية الواسعة بالإضافة إلى منشوراتها الأخرى وتم تحويلها إلى مشروع جديد باسم «موارد مركز الدراسات الأمنية» CSS Resources.

## روابط خارجية
- مركز الدراسات الأمنية (CSS). (الموقع الرسمي)